# Плоская (Курганская область)
Плоская — деревня в Шадринском районе Курганской области. Входит в состав Ильтяковского сельсовета.

## История
До 1917 года в составе Кондинской волости Шадринского уезда Пермской губернии. По данным на 1926 год состояла из 126 хозяйств. В административном отношении являлась центром Плоскинского сельсовета Мехонского района Шадринского округа Уральской области.
7 мая 2023 года в результате природного пожара деревня Плоская полностью сгорела. 

## Население
| 1989 | 2002 | 2010 |
| ---- | ---- | ---- |
| 184  | ↘144 | ↘89  |

По данным переписи 1926 года в деревне проживало 678 человек (317 мужчин и 361 женщина), в том числе: русские составляли 100 % населения.
Согласно результатам Всероссийской переписи населения 2002 года, в национальной структуре населения русские составляли 99 %.